# Omutnyinszki járás

Az Omutnyinszki járás a Kirovi területen

Az Omutnyinszki járás (oroszul Омутнинский район, komi nyelven Зюзьдін район) Oroszország egyik járása a Kirovi területen. Székhelye Omutnyinszk.

## Népesség
- 1989-ben 59 218 lakosa volt.
- 2002-ben 51 406 lakosa volt.
- 2010-ben 44 793 lakosa volt, melyből 41 633 orosz, 844 udmurt, 381 tatár, 312 ukrán, 104 mari.